# Meyronnes
Meyronnes – miejscowość i dawna gmina we Francji, w regionie Prowansja-Alpy-Lazurowe Wybrzeże, w departamencie Alpy Górnej Prowansji. W dniu 1 stycznia 2016 roku z połączenia dwóch ówczesnych gmin – Larche oraz Meyronnes – powstała nowa gmina Val d’Oronaye. Siedzibą gminy została miejscowość Meyronnes. W 2013 roku populacja Meyronnes wynosiła 59 mieszkańców.